# جوزفين كولينز
جوزفين كولينز (بالإنجليزية: Josephine Collins)‏ هي ناشطة حق المرأة بالتصويت ‏ أمريكية، ولدت في 1879، وتوفيت في 1 مايو 1961.